# Bir Mourad Raïs (distrito)
Bir Mourad Raïs é um distrito localizado na província de Argel, no norte da Argélia.[carece de fontes?]

## Municípios
O distrito está dividido em cinco municípios:
- Bir Mourad Raïs
- Hydra
- Saoula
- Birkhadem
- Gué de Constantine